# Adaptation au changement climatique en France

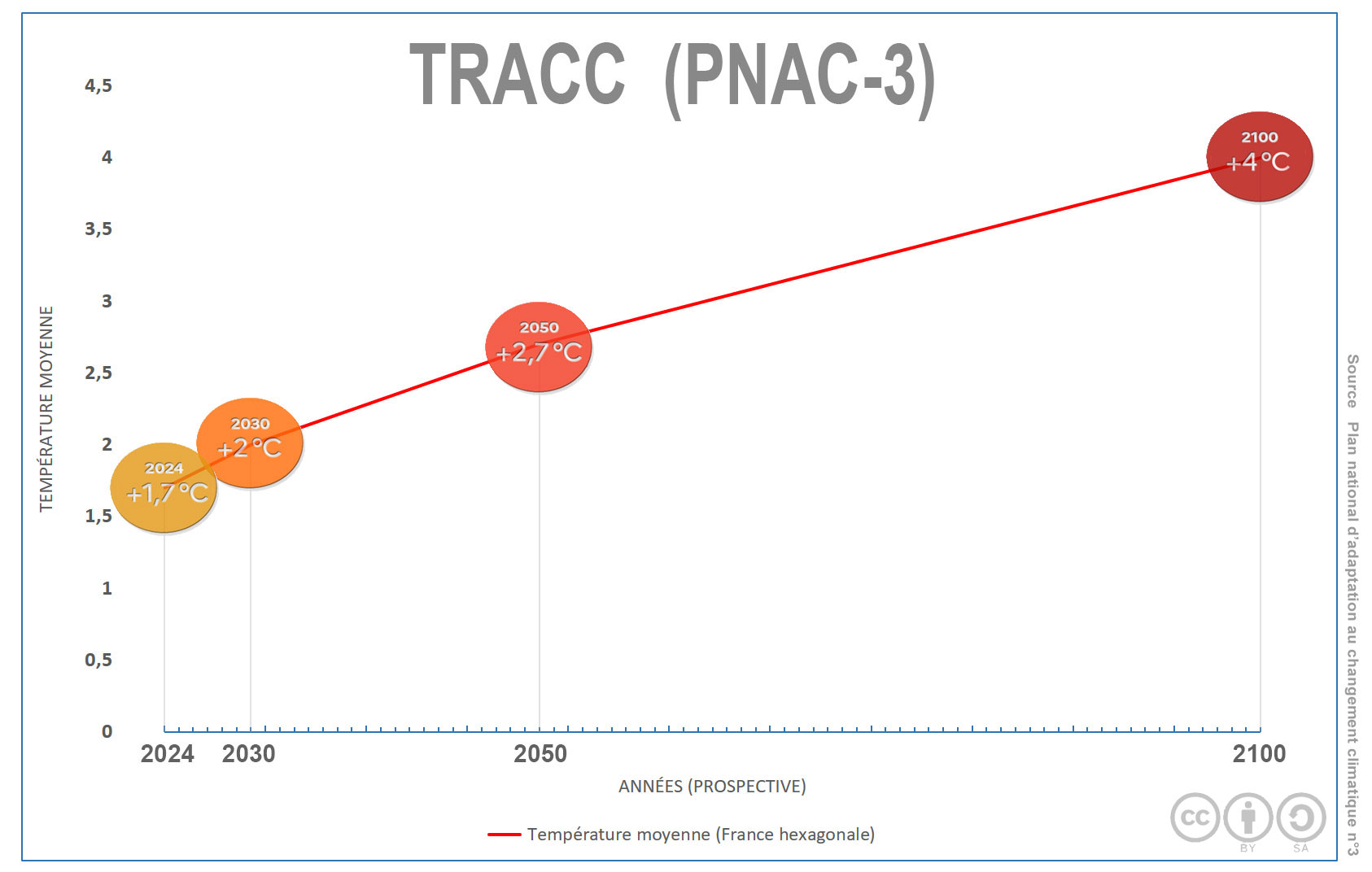
Trajectoire de référence de 2024 à 2100 pour l'Adaptation au changement climatique (TRACC) en France : +4°C en 2100, retenue par le Plan national d'adaptation au changement climatique n°3.
Cette trajectoire repose sur le scénario tendanciel du GIEC tel que disponible en 2024, pour la France métropolitaine

L'adaptation de la France au changement climatique est l'ensemble des stratégies, initiatives et mesures visant à réduire la vulnérabilité des systèmes naturels et humains sur le territoire national contre les effets (présents et attendus) du réchauffement climatique. Il peut s'agir de mesures en réaction (gestion de crise lors d'une canicule ou d'incendies), de réduction des vulnérabilités (végétalisation des villes contre îlots de chaleur, utilisation des cultures résistantes à la chaleur, etc.) ou de changements systémiques (transformation des modes de production et de consommation, de déplacement, etc.).
La France s'est dotée d'une première stratégie (2006), puis d'un premier Plan national d'adaptation au changement climatique (PNACC1, en 2011) pour la période 2011-2015. PUis un PNACC2 a été produit en 2018, pour la période 2018-2022. Mais, selon le Haut conseil pour le climat, leurs mesures sont restées sectorielles, dispersées, essentiellement réactives et sans vision globale. Un troisième plan national d'adaptation au changement climatique, s'est basé sur deux scénarios, issus des prévisions du sixième rapport d'évaluation du GIEC : 1) un réchauffement à +2 °C ;  2) un réchauffement à +4 °C en 2100, par rapport à l'ère préindustrielle, pour la France métropolitaine ; correspondant aux scénarios à +1,5 °C et +3,8 °C à l'échelle mondiale. Cette nouvelle trajectoire de référence a été soumise à consultation du public, du 23 mai au 15 septembre 2023,
Cette trajectoire de référence (basée sur deux scénarios du GIEC, a été publiée le 23 mai 2023 par le Ministère de la transition écologique et de la cohésion des territoires, puis soumise à consultation jusqu'au 15 septembre 2023, puis adoptée comme trajectoire du PNACC-3.

## Cadre européen de l'adaptation
La première stratégie d'adaptation de l'Union européenne (UE) date de 2013, basée sur les orientations du livre blanc sur l'adaptation de 2009. Huit actions incluent en priorité l'encouragement des États membres à se doter de stratégies d'adaptation globales. Une plateforme européenne (Climate-ADAPT) est lancée le 23 mars 2012, futur guichet unique pour l'adaptation en Europe (5e action). En 2016, 12 pays européens avaient publié leur plan d'adaptation sur ce site,,, permettant à la Commission européenne de lancer une première évaluation de sa Stratégie d'adaptation. Le rapport sur sa mise en œuvre (novembre 2018) montre que la stratégie a globalement rempli ses objectifs, mais que l'Europe reste très vulnérable aux conséquences du changement climatique.
En février 2021, une nouvelle stratégie de l'UE pour l'adaptation au changement climatique couvre la période 2022-2024, visant à « Bâtir une Europe résiliente », à horizon 2050, en suivant quatre axes : une adaptation plus intelligente, plus systémique, plus rapide et une intensification de l'action internationale,. Une loi européenne sur le climat est adoptée le 4 juin 2021.
En 2023, la Commission publie de nouvelles recommandations, pour aider les États membres à améliorer leurs politiques d'adaptation, en tenant compte des dernières conclusions du GIEC sur l'urgence climatique. Et en 2024, un rapport spécial conclut que la mise en œuvre des mesures d'adaptation dans l'UE reste insuffisante, dont en raison d'une communication inefficace et d'un manque de sensibilisation au niveau local.

## Première stratégie nationale (2006)

### Axes stratégiques et actions
La première stratégie nationale d'adaptation au changement climatique est adoptée en novembre 2006 par un comité interministériel du développement durable. Elle retient quatre priorités et neuf axes d'application principaux repris ensuite sous trois angles différents (les ressources et les risques, les secteurs d'activités, les milieux de vie). Les priorités sont les suivantes : agir pour la sécurité et la santé publique, tenir compte des inégalités sociales, limiter les coûts et tirer parti des avantages, préserver le patrimoine naturel.
Les axes d'application sont les suivants : développer la connaissance; consolider le dispositif d'observation ; informer, former, sensibiliser les acteurs ; promouvoir une approche adaptée aux territoires ; financer les actions d'adaptation ; utiliser les instruments législatifs et réglementaires ; favoriser les approches volontaires et le dialogue avec les acteurs privés ; tenir compte de la spécificité de l'Outre-Mer ; contribuer aux échanges internationaux.

### Bilan et suite
La stratégie formule 43 recommandations dont il est souhaité que la mise en œuvre soit coordonnée dans le cadre d'un plan national d'adaptation. La concertation du Grenelle de l'environnement, dont une des thématiques traite du changement climatique, reprend cette recommandation dans son engagement n°71 qui se traduit dans la loi du 3 août 2009 (loi Grenelle I) qui annonce, dans son article 42, la réalisation d'un plan national d'adaptation climatique pour les différents secteurs d'activité à l'horizon 2011. Ce volet national est complété par la loi du 12 juillet 2010 portant engagement national pour l'environnement (loi Grenelle II) qui instaure des schémas régionaux du climat, de l'air et de l'énergie (SRCAE) et des plans climat-énergie territoriaux (PCET) 31 dotés d'un volet adaptation au changement climatique,.

## Premier plan national d'adaptation - PNACC 1 (2011-2015)
Le premier plan national d'adaptation au changement climatique (PNACC) pour la période 2011-2015 est adopté en 2011. Ce plan, intersectoriel et interministériel, vise à incorporer l'adaptation dans toutes les politiques publiques, via 20 domaines thématiques :  santé, eau, biodiversité, risques naturels, agriculture, forêt, pêche et aquaculture, tourisme, énergie et industrie, infrastructures et services de transport, urbanisme et cadre bâti, information, éducation et formation, recherche, financement et assurance, littoral, montagne, action européenne et internationale et gouvernance, et actions transversales. 5 à 6 actions sont retenues par thématique, regroupant chacune plusieurs mesures concrètes, constituant ainsi un ensemble de 84 actions, elles-mêmes déclinées en 230 mesures. Ces actions s'échelonnent sur l'ensemble de la durée du plan, de 2011 à 2015.
Le PNACC ne traite que des mesures qui relèvent du niveau national. La territorialisation spécifique de l'adaptation relève des Schémas régionaux du climat, de l'air et de l'énergie (SRCAE) et des Plans climat-énergie territoriaux (PCET) qui sont alors en cours d'élaboration au niveau local et qui seront ensuite regroupés en un seul : le SRADDET. Il n'y a pas de fiche action uniquement dédiée à l'Outre-mer mais un signalement au fil des mesures si celles-ci demandaient une application adaptée à ces territoires. Plusieurs mesures spécifiques trouvent cependant leur place dans les fiches thématiques : l'une, au sein de la fiche financement assurance, concerne l'augmentation de la couverture assurantielle, d'autres au sein de la fiche santé. On relèvera également que la fiche biodiversité porte une attention plus importante à l'Outre-mer.

### Bilan et suite
La conférence environnementale 2014 conclut à la nécessité de renforcer la stratégie d'adaptation nationale après avoir procédé à une évaluation externe du PNACC. Cette mission est confiée au Conseil général de l'environnement et du développement durable (CGEDD) en juin 2015. Le rapport d'évaluation du PNACC 2011-2015 est rendu à la ministre de l'environnement, Ségolène Royal, puis est présenté au Conseil d'orientation de l'ONERC (le 23 novembre 2015) et soumis pour avis au CNTE (Conseil national de la transition écologique) le 17 décembre 2015.
L'Accord de Paris adopté en 2015 marque un tournant majeur dans la politique climatique des États. Il s'agit en effet du premier pacte engageant l'ensemble de la communauté internationale dans la lutte contre le changement climatique, qui constitue l'un des grands défis du XXIe siècle. L'objectif à long terme de cet accord en matière de température est de maintenir l'augmentation de la température moyenne de la planète bien en dessous de 2 °C par rapport aux niveaux préindustriels, et de préférence de limiter l'augmentation à 1,5 °C. Dans le Plan Climat publié par le gouvernement le 6 juillet 2017, l'adaptation fait l'objet de l'axe 19 prévoyant la publication, avant la fin de l'année 2017, d'un nouveau Plan national d'adaptation au changement climatique (PNACC) qui sera mis en œuvre pendant le quinquennat. Son objectif sera de mieux protéger les Français face aux événements climatiques extrêmes, mais aussi de construire la résilience des principaux secteurs de l'économie (agriculture, industrie, tourisme…) face aux changements climatiques.
Nicolas Hulot, ministre de la Transition écologique et solidaire, introduit le rapport au Premier ministre et au parlement intitulé « Vers un 2e plan d'adaptation au changement climatique pour la France - Enjeux et recommandations », publié par l'ONERC en septembre 2017. Le document comprend 33 fiches de recommandations réparties en 6 axes: gouvernance et pilotage ; connaissance et information ; prévention et résilience ; adaptation et préservation des milieux ; vulnérabilité des filières économiques ; renforcement de l'action internationale. Le nouveau plan national d'adaptation doit être publié avant fin 2017, mais ce n'est que fin 2018 qu'est lancé le nouveau plan national d'adaptation.

## Deuxième plan national d'adaptation - PNACC 2 (2018-2022)
Le deuxième Plan national d'adaptation au changement climatique (PNACC) pour la période 2018-2022 est lancé le 20 décembre 2018 par François de Rugy, ministre de la Transition écologique et solidaire. Il a vocation à adapter les territoires de la France métropolitaine et outre-mer aux changements climatiques régionaux cohérents avec l'objectif de long terme de l'Accord de Paris sur le climat.

### 58 actions
58 actions sont définies dans le PNACC-2, regroupées en six domaines (gouvernance, prévention et résilience, connaissances et information, nature et environnement, économie et action internationale). L'intégration des risques climatiques et les objectifs d'adaptation dans les plans locaux de développement durable (élaborés par le SRADDET [schéma régional d'aménagement, de développement durable et d'égalité des territoires] et le PCAET [Plan climat-air-énergie territorial]) sont également impulsés.

#### Gouvernance
| Cohérence entre atténuation et adaptation    | 1. Intégrer à la SNBC 2 les orientations du PNACC-2 pertinentes pour l'atténuation, en tenant compte de l'évolution du contexte national (Plan Climat 2017, planification territoriale de l'adaptation) et international (Accord de Paris, Agenda mondial de l'action pour le climat, stratégie d'adaptation de l'Union Européenne) et de l'avancée des connaissances (rapport spécial du GIEC sur l'objectif 1,5 °C).                         |
| Pilotage et suivi du PNACC-2                 | 2. Le suivi est confié à la commission spécialisée du Conseil national de la transition écologique (CNTE) en charge de l'orientation de l'ONERC. |
| Articulation territoriale                    | 3. Mettre en place des comités régionaux, chargés de la coordination entre les niveaux territoriaux et le niveau national. Les observatoires régionaux intégreront les questions relatives au climat, à la biodiversité, à la pollution, aux risques sanitaires liés à la recrudescence d'espèces allergéniques, d'algues toxiques et de cyanobactéries et aux activités de loisir, en tenant compte des inégalités territoriales et sociales. |
| Articulation territoriale                    | 4. Outre-mer : Les outils de programmation tels que les plans de convergence, les contrats de plan Etat-Région, le livre bleu des outre-mer, les PRFB, mais aussi les documents de planification territoriale spécifiques à chacun des territoires ultra-marins inscriront des actions en faveur de l'adaptation au changement climatique. |
| Lois, codes, normes et règlements techniques | 5. Prendre en compte dans les lois, codes, normes et règlements techniques les projections climatiques régionalisées à moyen et long termes. |

La deuxième Stratégie nationale bas carbone (SNBC-2), détaillant la stratégie d'atteinte de la neutralité carbone en 2050 et fixant des budgets carbone jusqu'à 2032, est adoptée par décret en mars 2021. Les impacts du changement climatique ainsi que les synergies et compromis potentiels avec la politique d'adaptation sont mentionnés explicitement dans plusieurs orientations de points de vigilance de la stratégie. Aussi, les impacts du changement climatique ont été modélisés dans le scénario prospectif qui sous-tend la stratégie, notamment pour ce qui concerne l'évolution des consommations de chauffage et de climatisation, ainsi que pour l'agriculture et la forêt.
Une étude du Cerema montre que l'adaptation au changement climatique fait bien partie des enjeux présents dans les schémas régionaux d'aménagement, de développement durable et d'égalité des territoires (SRADDET). Mais l'adaptation est peu visible dans les règles générales des SRADDET qui sont souvent découplées des objectifs. Dans de nombreux SRADDET, le lien entre l'adaptation et les autres enjeux du schéma n'est pas considéré.
Des observatoires et groupes d'experts régionaux ont été créés. Ainsi le nombre de régions pourvues d'observatoire sur le climat est passé de 3 à 6, tandis que le nombre d'observatoires ou de groupe d'experts est passé de 17 à 27 entre 2020 et 2021. De même un groupe de travail sur les dispositions territoriales relatives à l'adaptation au changement climatique dans la prochaine stratégie française énergie-climat a est lancé le 19 novembre 2021 avec pour objectif de formuler des propositions pour renforcer la cohérence et l'efficacité des politiques d'adaptation menées aux échelles nationale, régionale et locale.
Concernant l'Outre-mer, des avancées existent dans la prise en compte de l'adaptation au changement climatique depuis le lancement du PNACC-2, notamment à travers les contrats de convergence et de transformation (CCT) qui présentent la stratégie adaptée dans chaque territoire en vue de réduire les écarts de développement avec la métropole. Ainsi, sur les 8 contrats signés en 2019, 4 comportent des projets contribuant directement à l'adaptation au changement climatique (Guadeloupe, Mayotte, La Réunion et Wallis-et-Futuna).
Concernant les normes, le décret d'application de la nouvelle réglementation environnementale des bâtiments neufs (la « RE2020 ») est signé le 29 juillet 2021.

#### Prévention et résilience
| Feux de forêt et de broussailles             | 6. Adapter progressivement la gestion forestière à l'accroissement prévisible des risques d'incendies en termes de fréquence d'occurrences et de surfaces concernées tant en métropole que dans l'outre-mer. |
| Santé Publique                               | 7. Procéder à des points réguliers des connaissances visant à qualifier et si possible quantifier les effets actuels et futurs du changement climatique à l'échelle nationale voire régionale, et de politiques pertinentes maximisant les co-bénéfices avec les politiques des autres secteurs. |
| Outils de la prévention des risques naturels | 8. Développer la connaissance et mettre en place des moyens réglementaires et financiers, ainsi que des dispositifs efficaces de partenariats, pour réduire les risques et les dommages potentiels .Adaptation progressive du bâti au changement climatique pour favoriser la résilience aux risques tant naturels que sanitaires. |
| Outils de la prévention des risques naturels | 9. Renforcer l'information préventive, l'éducation et la formation en vue d'accroître la culture du risque par l'implication des citoyens, des entreprises et des élus. |
| Outils de la prévention des risques naturels | 10. Accroître la robustesse au changement climatique des mécanismes de prise en charge des risques résiduels sur les marchés privés de l'assurance. |
| Vie et transformation des territoires        | 11. Développer des stratégies foncières équilibrées de moyen et long termes tenant compte de l'ensemble des enjeux socio-économiques, environnementaux et culturels aux moyens de la limitation de la consommation d'espaces naturels, agricoles et forestiers pour atteindre l'objectif de zéro artificialisation nette du Plan biodiversité ; l'infiltration des précipitations avec l'ambition de désimperméabiliser à terme ; techniques alternatives, notamment la restauration écologique. |
| Vie et transformation des territoires        | 12. Intégrer les impacts du changement climatique dans les plans de gestion des biens patrimoniaux culturels. |
| Vie et transformation des territoires        | 13. Intégrer une composante adaptation au changement climatique dans les appels à projets actuels et futurs, pour lesquels cela a un sens (adaptation des réseaux et infrastructures, lutte contre les îlots de chaleur urbains, etc). |

Une campagne de communication pour la prévention des feux de forêt est menée chaque année, d'abord les 32 départements du sud de la France puis à partir de 2020, elle est élargie à l'ensemble du territoire métropolitain et à tous les types de végétaux.
Les épisodes de canicule de 2019 conduisent à la nécessité de mettre en place un plan national de gestion des vagues de chaleur pour mieux lutter contre l'impact des vagues de chaleur sur la vie quotidienne des Français, la continuité des services publics essentiels, la vie économique, les milieux et ressources naturels. Celui-ci est publié en juin 2023. Il se décline en 27 actions détaillées, dont 15 mesures phares effectives dès l'été 2023.
Concernant le risque de retrait-gonflement d'argile (RGA), un nouveau dispositif est mis en place en 2018 dans le cadre de la loi ELAN visant à garantir que les nouvelles maisons soient construites avec les techniques de construction (fondations notamment) adaptées pour éviter les dommages liés au retrait-gonflement des argiles, via une étude géotechnique préalable, obligatoire pour le vendeur depuis le 1er octobre 2020.

#### Nature et milieux
| Ressource en eau et écosystèmes aquatiques | 14. Organiser un débat national avec l'ensemble des parties prenantes sur la réalimentation artificielle des rivières sur la base d'un état des lieux. |
| Ressource en eau et écosystèmes aquatiques | 15. Dans une logique intégrée à l'échelle du bassin versant, amplifier la dynamique de concertation et de co-construction et renforcer le développement d'outils pour que les territoires aient les moyens d'adapter les besoins en eau aux ressources utilisables dans le présent et le futur et réaliser, là où c'est utile et durable, des projets de stockage hivernal de l'eau, sur la base des meilleures connaissances possibles et en préservant les écosystèmes, en priorité sur les territoires en déséquilibre quantitatif ou susceptibles de l'être. |
| Les sols                                   | 16. Limiter l'artificialisation et l'imperméabilisation des sols et envisager des renaturations de territoires anthropisés. |
| Mer et littoral                            | 17. Promouvoir et mettre en œuvre la recomposition spatiale du littoral à des échelles de territoire pertinentes en prenant en compte les évolutions du trait de côte et des risques littoraux. |
| Mer et littoral                            | 18. Promouvoir une gestion forestière durable tenant compte de l'évolution des paramètres climatiques locaux, des impacts déjà constatés et des études de vulnérabilité, et donnant à la forêt le maximum de chances d'y faire face et de se maintenir dans le temps long. |
| Biodiversité                               | 19. Dans le cadre du Plan biodiversité, déployer les solutions fondées sur la nature dans l'ensemble du territoire. |
| Biodiversité                               | 20. Renforcer les capacités de résilience des écosystèmes face au changement climatique, en particulier pour les plus vulnérables (écosystèmes humides, aquatiques, herbacés, montagnards, marins, littoraux, forestiers, sols). |

De nombreuses actions sont menées dans les territoires : études d'impacts du changement climatique sur la quantité et la qualité des ressources en eau, plans d'adaptation des comités de bassin, diagnostics de vulnérabilité aux impacts du changement climatique dans les aires protégées, gestion souple du trait de côte, renouvellement et création de nouveaux vergers à graines pour améliorer la résilience des forêts, projets de restauration écologique, etc. Une mesure phare est à signaler : le soutien de l'agence de l'eau Rhône-Méditerranée-Corse à 18 projets pour favoriser les économies d'eau potable dans les bâtiments publics, les établissements recevant du public et chez les particuliers.
Concernant la biodiversité, le projet LIFE intégré « ARTISAN », piloté par l'Office français de la biodiversité et doté d'un budget total de 16,7 millions d'euros sur une durée de 8 ans (2020-2027), doit permettre la création d'un cadre propice au déploiement à toutes les échelles des Solutions d'adaptation au changement climatique fondées sur la Nature (SafN).

#### Filières économiques
| Prospective socio-économique, sensibilisation et évolution des filières et des acteurs | 21. Conduire une étude prospective de portée générale (2018-2020) pour identifier les filières qui doivent être mobilisées en priorité à partir d'une analyse de leurs vulnérabilités actuelles et futures.                                                           |
| Prospective socio-économique, sensibilisation et évolution des filières et des acteurs | 22. Définir un cadre permettant d'évaluer la pertinence économique et les impacts socio économiques et environnementaux des projets d'investissement. |
| Tourisme                                                                               | 23. Intégrer le sujet du changement climatique dans la filière tourisme (y compris Outre-mer). |
| Tourisme                                                                               | 24. promouvoir un modèle de développement plus résilient en moyenne montagne permettant le développement de nouvelles activités adaptées au changement climatique. |
| Pêche et aquaculture                                                                   | 25. Rendre la pêche et l'aquaculture plus résilientes au changement climatique en lien avec l'aménagement du territoire, la préservation de l'environnement et des écosystèmes.                                                                                       |
| Pêche et aquaculture                                                                   | 26. Accompagner la filière vis-à-vis de l'accroissement des risques sanitaires et zoosanitaires liés au changement climatique. |
| Filières agricoles et agroalimentaires                                                 | 27. Faciliter la transition vers l'agro-écologie et une bio-économie plus résiliente. |
| Filière forêt bois                                                                     | 28. Renforcer les connaissance en vue de définir une stratégie conjointe d'adaptation et d'atténuation pour les forêts et la filière, en cohérence avec les mesures identifiées dans le programme national de la forêt et du bois et dans le contrat de filière bois. |
| Filière forêt bois                                                                     | 29. Réaliser des études prospectives territorialisées pour les horizons 2050 et 2100 sur les ressources forestières dans un contexte de changement climatique. |
| Secteur financier                                                                      | 30. Mettre en place des partenariats et réseaux d'échanges afin que l'expertise climat soit partagée au sein du secteur financier. |
| Secteur financier                                                                      | 31. Augmenter la capacité d'intervention des entreprises du secteur financier dans le financement de l'adaptation. |
| Secteur financier                                                                      | 32. Développer une coordination entre les différentes parties prenantes dans le renforcement de la résilience du territoire ainsi que dans le financement de son adaptation au changement climatique.                                                                 |

#### Connaissance et information
| Recherche et connaissance                     | 33. Développer les connaissances amont et finalisées en mettant en oeuvre des projets de recherche sur l'adaptation pour les thèmes prioritaires et ceux identifiés dans les autres domaines d'action.                                                                     |
| Recherche et connaissance                     | 34. L'ONERC publiera un ouvrage de référence rassemblant les connaissances les plus récentes sur les impacts actuels et futurs du changement climatique. |
| Recherche et connaissance                     | 35. Compléter le réseau des infrastructures de recherche par des observatoires régionaux des effets du changement climatique. |
| Recherche et connaissance                     | 36. Encourager et faciliter l'accueil de chercheurs internationaux spécialisés sur l'adaptation au changement climatique sera dans le cadre de l'initiative « Make our planet great again ».                                                                               |
| Éducation et formation                        | 37. Prendre en compte par l'Ecole les problématiques liées au changement climatique dans le cadre des évolutions des programmes d'enseignement (dont l'enseignement agricole et forestier), dans la formation des enseignants et des personnels d'encadrement.             |
| Éducation et formation                        | 38. Renforcer la diffusion de l'information sur les cursus de l'enseignement supérieur, y compris dans les formations à vocation professionnelle et la formation continue, et leurs débouchés dans le domaine de l'adaptation au changement climatique.                    |
| Éducation et formation                        | 39. Former l'ensemble des parties prenantes du monde du travail, dont les élus, en menant des actions pédagogiques pilotes sur des territoires vulnérables au changement climatique, notamment en outre-mer.                                                               |
| Éducation et formation                        | 40. Entreprendre une action éducative à ambition mondiale tournée en particulier vers la francophonie et l'Afrique. |
| Information, sensibilisation et participation | 41. Le CEREMA développera - en partenariat avec les établissements d'enseignement supérieur et de recherche, les organismes de formation et les opérateurs de l'État - un centre de ressources sur l'adaptation au changement climatique.                                  |
| Information, sensibilisation et participation | 42. L'ONERC avec ses partenaires du monde scientifique et de l'éducation organisera des événements de communication pour sensibiliser les acteurs à tous niveaux ainsi que le public à la nécessité des mesures d'adaptation au changement climatique.                     |
| Information, sensibilisation et participation | 43. Publier des ouvrages et contenus de vulgarisation des nouveaux résultats de la recherche scientifique, ainsi que des supports de médiation scientifique sur l'adaptation au changement climatique.                                                                     |
| Services climatiques                          | 44. Développer un réseau national de services climatiques, dans l'esprit du portail « DRIAS les futurs du climat ». |
| Services climatiques                          | 45. Un service d'attribution des événements extrêmes (par exemple pour quantifier l'évolution de la probabilité d'occurrence d'une sécheresse sévère pour un lieu donné) sera développé par les opérateurs et les établissements d'enseignement supérieur et de recherche. |

Un centre de ressources sur l'adaptation est créé en 2019,.

#### International
| Présence et influence internationales             | 46. Favoriser la mise à l'ordre du jour des enjeux de l'adaptation dans les instances et institutions internationales ainsi que dans les négociations multilatérales et régionales. |
| Présence et influence internationales             | 47. Apporter un soutien financier au développement d'une offre à l'export de services contribuant à l'adaptation. |
| Contribution scientifique internationale          | 48. Promouvoir l'adaptation au changement climatique dans les programmes européens et internationaux, tels que H2020, le futur programme cadre en préparation (FP9), Belmont Forum, Future Earth et WCRP. |
| Contribution scientifique internationale          | 49. Contribuer activement aux travaux du GIEC, aux cadres mondial (GFCS) et européen (COPERNICUS) des services climatiques et au système mondial d'observation du climat (GCOS). |
| Aide au développement                             | 50. Consacrer 0,55 % de notre revenu national pour l'aide publique au développement d'ici cinq ans. |
| Aide au développement                             | 51. Contribuerà renforcer les démarches de caractérisation, de suivi et d'évaluation de l'adaptation dans les projets d'aide au développement. |
| Aide au développement                             | 52. Renforcer l'initiative muti-acteurs CREWS (Climate risk and early warning systems) sur les systèmes d'alertes à destination des pays les plus vulnérables et les moins avancés. |
| Aide au développement                             | 53. Renforcer leurs initiatives prises sous l'Agenda mondial de l'action pour le climat afin d'aider les pays en développement à se doter de capacités, et notamment celles relatives à la biodiversité (coalition « Solutions fondées sur la nature »), à l'eau (Pacte de Paris), à l'agriculture (4/1000), à la gestion du littoral (WACA) et des bâtiments (coalition GABC). |
| Action internationale des acteurs locaux français | 54. Renforcer le soutien de l'adaptation au niveau international, notamment à travers l'action extérieure des collectivités territoriales. |
| Transfrontalier                                   | 55. Développer les connaissances sur les impacts et la vulnérabilité des territoires transfrontaliers et leurs capacités d'observation, de collecte et de traitement des données. |
| Transfrontalier                                   | 56. Impulser la mise en cohérence entre États voisins des stratégies, des plans climat, des législations et des réglementations juridiques et techniques nationales et régionales. |
| Union Européenne                                  | 57. Faciliter et renforcer l'accès et la mobilisation des fonds européens par les porteurs de projets français (LIFE, H2020, COPERNICUS, INTERREG). |
| Union Européenne                                  | 58. Porter une position française ambitieuse pour renforcer le processus d'adaptation à l'échelle européenne et au cœur des politiques communautaires. |

### Bilan

#### Toutes les actions lancées, mais des résultats très insuffisants
En 2021, le CNTE constate que la quasi-totalité des actions sont lancées, regrettant toutefois l'abandon de celles relatives à l'accompagnement des filières économiques et à la mobilisation des acteurs financiers, et que certains domaines d'action ont connu des avancées majeures, notamment en termes d'amélioration des connaissances, d'éducation et de formation, de mise à disposition des informations et de crédits dédiés dans le plan de relance. Le bilan de la mise en œuvre de PNACC-2 réalisé en 2022 par le Haut conseil pour le climat (HCC) est identique en soulignant que, malgré plusieurs avancées, la France n'est pas prête à faire face aux évolutions climatiques à venir, qu'il s'agisse de stress chroniques liés à l'assèchement des sols ou d'événements extrêmes (submersions marines et inondations).

#### Difficile appropriation par l'ensemble des acteurs
L'IDDRI souligne dès 2019 que trop peu d'actions affichent explicitement des moyens de mise en œuvre. Une clarification et une meilleure coordination entre les autorités sectorielles, le Conseil national de la transition écologique (CNTE) et d'autres institutions spécialisées (Cerema et Ademe, par exemple) sont nécessaires pour suivre les progrès réalisés et informer les priorités d'adaptation en France.

#### Des outils à pérenniser
La France dispose déjà de nombreux instruments efficaces d'adaptation au changement climatique, en particulier dans la prévention des risques, la gestion de crise et l'assurance. La pérennité de certains outils, en particulier des systèmes d'indemnisation, est toutefois menacée par les effets actuels et à venir du réchauffement climatique d'origine humaine. Aux échelons locaux, l'aménagement et de l'urbanisme sont des leviers insuffisamment mobilisés et mis en cohérence.

#### Une amélioration de l'évaluation nécessaire pour éviter la maladaptation
Selon le HCC, reprenant les conclusions du 6ème rapport du GIEC, il y a un fort risque de maladaptation lorsque l'adaptation est pensée en silo, dans une perspective purement curative et réactive, sans une approche globale de l'environnement. Or les effets de la maladaptation pèsent beaucoup sur les groupes et individus marginalisés et augmentent la résistance au changement. Il est donc nécessaire d'évaluer les actions.

## PNACC 3 (2023-2027)

### En 2023, pour la trajectoire de référence: deux scénarios (+2°C et +4°C en 2100)

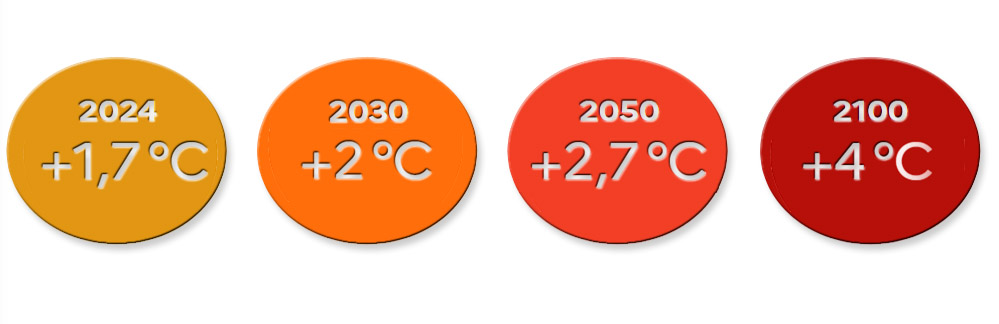
Les 4 jalons de la TRACC retenus pour le PNACC-3 pour la France métropolitaine.

Deux scénarios, issus des prévisions du sixième rapport d'évaluation du GIEC, sous-tendent la préparation du troisième plan national d'adaptation au changement climatique : un réchauffement à 2 °C et un à 4 °C en 2100 (par rapport à l'ère préindustrielle) pour la France métropolitaine, ce qui signifierait, dans le premier cas, le respect de l'objectif de l'accord de Paris et, dans le second, son dépassement dans un contexte de « politique inchangée ». Ces 4 °C pour la France correspondent à la moyenne mondiale de 3 °C de réchauffement dans l'un des scénarios du GIEC (scénario intermédiaire SSP2-4,5), sachant que la hausse du thermomètre planétaire atteint déjà 1,2 °C au niveau mondial, et 1,7 °C pour la France.
Dans son avis de mars 2023, le Conseil national de la transition écologique regrette que la tendance des émissions mondiales de gaz à effet de serre mènerait à un réchauffement global de 4°C d'ici la fin du siècle tandis que les engagements actuels des États mèneraient à un réchauffement global de 3°C environ. Il rappelle que le réchauffement climatique en France métropolitaine sera supérieur au réchauffement global d'environ 50 % et qu'il devra être précisé pour chaque territoire ultramarin. Il propose de retenir, pour la trajectoire d'adaptation au changement climatique l'hypothèse générale d'un réchauffement global de 3°C d'ici la fin du siècle, soit +4°C en France métropolitaine, croisant 1,5°C en 2030 et 2°C en 2050.
Dans le scénario retenu (+3 °C en moyenne mondiale, soit +4°C en France métropolitaine) : 
- Le maximum de température atteint par décennie augmentera de 4 °C en moyenne par rapport à l'ère préindustrielle, contre +1,2 °C en 2023) ;
- Les sécheresses seront multipliées environ par 4 par rapport à l'ère préindustrielle, alors qu'elles sont multipliées par 2 aujourd'hui.
- La réduction de l'enneigement sera au moins 3 fois plus importante qu'à +1,5 °C.
- La fréquence des cyclones tropicaux intenses augmentera d'environ 50 % par rapport à +1,5 °C.
- sur le plan économique, en l'absence de mesures d'adaptation, la baisse du produit intérieur brut de la France pourrait être comprise entre 6,5 % et 13,1 %[3].

Cette trajectoire de référence (basée sur deux scénarios du GIEC, a été publiée le 23 mai 2023 par le Ministère de la transition écologique et de la cohésion des territoires, puis soumise à consultation jusqu'au 15 septembre 2023, puis adoptée comme trajectoire du PNACC-3. 
Elle repose sur 4 années-jalon, qui doivent être intégrés « dans tous les documents de planification et sectoriels locaux pertinents, comme le SRADDET, le SRCAE, le SAR, le PCAET, le SCoT, le PLUI, le SDAGE et les SAGEs, ou encore les chartes des parcs naturels régionaux afin que le climat futur soit bien intégré dans les décisions locales, au fur et à mesure de leur renouvellement. Concrètement, les collectivités territoriales n'auront plus à se poser la question du scénario climatique à adopter pour leur politique d'adaptation et les analyses de vulnérabilité réalisées seront harmonisées et comparables »

### Avis du HCC
Le Haut Conseil pour le climat publie le 13 mars 2025 un avis sur le plan d'adaptation au changement climatique (PNACC 3), présenté le 10 mars par le gouvernement, avec un an de retard. Il considère que le point faible de ce plan est son financement : notamment, le Fonds vert, dont dépend en grande partie le PNACC au niveau des collectivités locales, a été réduit de 2,5 à 1,15 milliard de 2024 à 2025 ; l'enveloppe globale du plan est de 1,5 milliard, un montant « très insuffisant » pour le Haut Conseil. Le HCC estime aussi que le PNACC a une faible valeur juridique, car non inscrit dans une loi. La ministre de la Transition écologique, Agnès Pannier-Runacher, a indiqué, lors de sa présentation, que la TRACC (trajectoire de réchauffement de référence pour l'adaptation au changement climatique) pourrait être opposable, ce qui supposerait de l'inscrire dans le Code de l'environnement. Enfin, le HCC reproche au PNACC de « ne pas envisager suffisamment de mesures d'adaptation transformationnelle et ne pas arbitrer les niveaux de pertes résiduelles (après adaptation) qui seraient considérés comme collectivement acceptables ».

## Approche par milieux et ressources

### Forêt, boisements, bocages, arbres
En décembre 2020 est adoptée la « Feuille de route pour l'adaptation des forêts au changement climatique », qui a permis de lancer de nombreuses mesures en matière de recherche et d'aide à l'investissement. Une des priorités de cette feuille de route concerne par exemple le renforcement de la recherche sur les nouvelles essences et les ressources génétiques forestières, les nouveaux modèles sylvicoles, sur les mélanges et le comportement des essences en interaction ; les diagnostics pédoclimatiques, les nouveaux outils et leviers numériques (télédétection, LiDAR, etc.) ; les impacts du changement climatique sur les forêts et sur la biodiversité, et sur les conséquences éventuelles sur l'exploitation forestière et le bois destiné aux entreprises de transformation, ainsi que sur leurs besoins d'adaptation.
Pour mieux arborer et végétaliser les villes afin de les rafraichir, avec de nombreux co-bénéfices en termes de santé environnementale, tout en tenant compte du changement climatique, en 2025, Plante & Cité, l'ADEME et le Cerema se sont associés dans un projet ACEC (acronyme de « Adaptation du végétal au climat de demain »). En s'appuyant sur les spécificités des arbres, arbustes et plantes grimpantes, sur leur capacité de rafraichissement par l'ombre et l'évapotranspiration, et sur leur capacité à supporter le climat de demain, le projet a publié, de manière ouverte, les données et indicateurs climatiques de 2 000 essences.

### Littoral et mers
Avec le Conservatoire du littoral notamment, plusieurs stratégies ont été successivement mises en place pour adapter la protection du littoral et son dévelopement aux risques climatiques.
- la stratégie nationale de gestion intégrée du trait de côte (SNGITC) de 2012, actualisée en 2017, prévoit d'adapter les territoires littoraux en s'appuyant, notamment, sur les services rendus par les écosystèmes côtiers (les plages, dunes, lagunes limitent les inondations et l'érosion par "effet tampon", par exemple) ;
- la stratégie nationale pour la mer et le littoral (SNML, 2017, consacrée par la loi Climat et résilience du 22 août 2021) met en place des outils pour aider des collectivités territoriales à adapter leur action en matière d'urbanisme et d'aménagement au recul du trait de côte. Une version 2 pour la période 2023-2029 est en cours de construction en février 2023[57] : transition écologique pour la mer et le littoral, développement de l'économie bleue durable, bon état écologique du milieu marin et préservation d'un littoral attractif ;
- la stratégie nationale biodiversité 2030 (mars 2022) : protéger et restaurer la nature, accompagner la transition écologique des activités humaines les plus néfastes (réduire l'artificialisation et stopper l'étalement urbain, notamment) et soutenir l'évolution d'une société plus en harmonie avec l'environnement[58].

### Montagne
Dans les Alpes et les Pyrénées françaises, la température a augmenté de +2°C au cours du 20e siècle, contre +1,4°C dans le reste de la France. Les effets de ce réchauffement varient fortement selon l'altitude. Le changement climatique réduit l'enneigement naturel, en particulier à basse et moyenne altitude. Il pleut plus qu'il ne neige en hiver et la neige fond plus vite et, de ce fait, le manteau neigeux rétrécit. De plus, les glaciers sont en recul. Le tourisme occupant une place centrale dans l'économie montagnarde, le principal défi pour les stations est de se transformer face à la réduction de l'enneigement. De nombreux arbitrages doivent être menés au plus près de la réalité locale : trouver des modèles alternatifs, concilier les enjeux de court terme et long terme, traiter à la fois les questions écologiques, politiques, sociétales, économiques, etc. Parallèlement il faut s'adapter au manque d'eau, le pastoralisme doit aussi s'adapter. Enfin sont lancées des démarches visant à observer finement les implications immédiates du changement climatique sur les territoires et à élaborer des réponses adaptées au plus près des réalités de terrain.

### Ville
Le milieu urbain est généralement très artificialisé, en grande partie bétonné et asphalté. Il y a donc peu d'eau, peu d'arbres et beaucoup de matériaux emmagasinent de la chaleur. Parallèlement, les activités humaines produisent de la chaleur rejetée dans l'air, notamment avec le pot d'échappement des voitures, mais aussi la climatisation, de ce fait des îlots de chaleur urbains peuvent apparaître, phénomène pouvant s'amplifier avec le changement climatique. Au niveau de l'aménagement urbain, plusieurs pistes sont possibles : utiliser et retenir l'eau en ville, opter pour des matériaux de couleur claire ou végétaliser les bâtiments et les espaces urbains.
Dans ce cadre, le PNACC2 soutenait : 
- la lutte contre les îlots de chaleur urbains et le renforcement du confort du bâti en s'appuyant sur des solutions urbanistiques, écologiques et architecturales innovantes, et des solutions techniques performantes ;
- l'utilisation des solutions fondées sur la nature dans les situations où elles permettent d'améliorer la résilience des territoires et de protéger l'environnement, telles que la végétalisation des espaces urbains, la mise en place de techniques alternatives d'assainissement et l'intégration de la trame verte et bleue (en intégrant une réflexion sur la gestion et l'entretien de ces espaces)[61].

### Eau
L'eau potable représente 25 % des consommations d'eau en France, ce qui représente environ 6 milliards de m3 par an. Afin de préserver les multiples fonctions et usages de cette ressource, la stratégie nationale d'adaptation au changement climatique préconise d'intégrer la « nouvelle donne climatique » dans les schémas d'aménagement et de gestion des eaux (Sage) au niveau des bassins versants, ainsi que dans les schémas directeurs d'aménagement et de gestion des eaux (Sdage) réalisés à l'échelle des agences de l'eau. De même toutes les opérations visant à réduire la vulnérabilité dans les bassins versants soumis aux risques d'inondation, comme par exemple celles qui sont préconisées dans le cadre des plans de prévention du risque inondation (PAPI), méritent d'être renforcées.

### Risques naturels
Le changement climatique vient modifier la fréquence et l'intensité de certains phénomènes.

#### Sécheresse
10 millions de maisons individuelles seraient fissurées à cause de la sécheresse en France. La multiplication des épisodes de sécheresse pourrait intensifier les problèmes de retrait-gonflement d'argile qui fragilisent les logements. En 2023, l'Assemblée nationale vote un texte pour mieux indemniser les propriétaires de maisons fissurées à la suite du retrait-gonflement des argiles,.

#### Vagues de chaleur
En France, avant 1989, les vagues de chaleur s'observaient en moyenne une fois tous les 5 ans. Entre 2000 et 2020, elles reviennent tous les ans. Et cette augmentation des vagues de chaleur va encore se poursuivre : elles seront deux fois plus nombreuses en 2050. 474 décès et 8 000 passages aux urgences sont ainsi dénombrés en 2017 en lien avec les quatre vagues de chaleur enregistrées en France en 2017. Des actions de sensibilisation et de prévention des risques liés à la canicule et aux fortes chaleurs dans le cadre du service sanitaire ont été instaurées dès la rentrée 2018 pour les 47 000 étudiants en santé. En juin 2023 est publié le plan national de gestion des vagues de chaleur qui se décline en 27 actions détaillées, dont 15 mesures phares effectives dès l'été 2023.

#### Pluies extrêmes
Concernant les pluies extrêmes, une tendance générale se dessine avec une augmentation de leur intensité, principalement en hiver, et une extension des zones impactées notamment vers le sud-est ou les Pyrénées. Les départements de l'arc méditerranéen sont ainsi exposés à des épisodes de pluies intenses (également appelés épisodes cévenols ou méditerranéens) pouvant conduire à des crues soudaines : l'équivalent de plusieurs mois de précipitations tombe alors en seulement quelques heures. Les épisodes de pluies méditerranéennes se produisent principalement à partir de la fin de l'été, de septembre à mi-décembre. Afin de sensibiliser les populations aux phénomènes et aux bons comportements à adopter en cas de pluies méditerranéennes intenses, le ministère de la Transition écologique et solidaire, en lien avec le ministère de l'Intérieur, publie en 2019 une plaquette intitulée « Pluie-inondation : les 8 bons comportements ».

#### Feux de forêt
Les territoires exposés aux risques d'incendies de forêts devraient être plus étendus, couvrant une part importante des forêts des Landes (à horizon 2040) et de Sologne (à horizon 2060). Afin de sensibiliser les populations à la problématique des feux de forêts, le ministère de la Transition écologique et solidaire, en lien avec le ministère de l'Intérieur, publie en 2019 une plaquette présentant six bons comportements à adopter pour ne pas déclencher de feux de forêt. Une autre campagne est réalisée en 2023. Les fondamentaux de l'adaptation d'une habitation pour la rendre moins vulnérable aux incendies sont connus, notamment lors de sa conception, de par ses aménagements et son entretien Une maison construite en dur constitue le meilleur refuge lors d'un incendie de forêt, à condition qu'elle respecte une série de consignes et de règles de construction et de sécurité. Des matériaux durables peuvent également être employés.

#### Tempêtes et cyclones
Les études actuelles ne permettent pas de mettre en évidence une tendance future sur l'évolution des tempêtes. Outre-mer, les simulations indiquent que les cyclones ne devraient pas être plus nombreux, mais plus intenses. L'ouragan Irma qui a touché les Antilles en 2017 est ainsi le deuxième ouragan majeur (catégorie 3 ou plus), ayant atteint la catégorie 5 sur l'échelle de Saffir-Simpson, après l'ouragan Harvey de  catégorie 4 survenu une semaine auparavant et le coût de son impact a été de 1,9 Md€.
Plusieurs formes d'adaptation des habitants sont constatées aux Antilles : le réhaussement d'un étage lorsque les habitants ont les moyens financiers nécessaires ou l'ajout de vantaux métalliques qualifiés d'anti-cycloniques pour les plus modestes. L'abandon volontaire des fronts de mer par les habitants permanents constitue une autre forme d'adaptation. En matière d'urbanisme, deux stratégies apparaissent, pouvant être constatées sur Deshaies et Sainte-Anne, deux communes de Guadeloupe : la destruction des constructions de bord de mer ou le maintien et renforcement des constructions si elles sont affectées aux fonctions touristiques.

#### Recul du trait de côte et submersion marine
La hausse du niveau de la mer devrait accélérer le recul du trait de côte. Cette élévation entraînera aussi l'apparition de zones de submersions marines permanente ainsi qu'une très forte augmentation de la fréquence des submersions marines temporaires. Près de 2 000 km de voies ferrées seraient submergés entre 2018 et la fin du siècle avec une hausse du niveau de la mer de 1 mètre. L'adaptation des territoires aux évolutions du littoral a été définie en 2012 avec la stratégie nationale de gestion intégrée du trait de côte (SNGITC). La loi Climat et résilience du 22 août 2021 a consacré l'existence de cette stratégie et a mis en place des outils à disposition des collectivités territoriales pour adapter leur action en matière d'urbanisme et leur politique d'aménagement au recul du trait de côte. Les priorités inscrites dans les codes de l'environnement et de l'urbanisme sont : connaître l'évolution du recul du trait de côte à 30 ou 100 ans, décliner les outils juridiques nécessaires pour gérer les biens existants particulièrement vulnérables, encadrer le régime des nouvelles constructions et permettre la recomposition spatiale.

### Santé
Selon l'OMS, le changement climatique « est la plus grande menace pour la santé à laquelle l'humanité est confrontée » : vagues de chaleur, inondations, infections transmises par l'eau, l'air ou par des animaux, production alimentaire perturbée. La stratégie nationale d'adaptation recommande en 2007 de consentir rapidement un effort important de formation d'infectiologues, d'épidémiologistes, de spécialistes de santé publique, de taxinomistes, d'entomologistes, d'écologues, de naturalistes, faute de quoi le peu d'expertise existant risque de disparaître. Il est également recommandé de procéder à une mise en réseau des compétences, à l'image de ce que fait l'Onerc, ainsi qu'à une surveillance active des écosystèmes.

### Biodiversité
La stratégie nationale d'adaptation recommande en 2007 d'étudier et mettre en oeuvre tout facteur visant à préserver ou restaurer la résilience des écosystèmes aux conséquences négatives du réchauffement climatique. Cette recommandation est mise en oeuvre dans le PNACC1 et PNACC2 au travers de différentes actions visant à renforcer les capacités de résilience des écosystèmes+ court, en particulier pour les plus vulnérables (écosystèmes humides, aquatiques, herbacés, montagnards, marins, littoraux, forestiers, sols), soit globales comme le projet LIFE intégré « ARTISAN », piloté par l'Office français de la biodiversité et doté d'un budget total de 16,7 millions d'euros sur une durée de 8 ans (2020-2027), qui doit permettre la création d'un cadre propice au déploiement à toutes les échelles des solutions d'adaptation fondées sur la Nature (SafN), soit locales comme le projet Uni'Vert Cité à Lyon,une expérimentation de végétalisation participative.

### Sols
Le plan national d'adaptation au changement climatique 2018-2022 (PNACC 2) fait de la résilience des sols, un enjeu majeur. Avec le plan biodiversité 2018, il appelle à limiter l'artificialisation et l'imperméabilisation des sols, pour atteindre un objectif de « zéro artificialisation nette » à terme. L'enjeu est de limiter l'étalement des villes sur les espaces naturels, agricoles et forestiers (ENAF). Dans ce cadre, le Ministre de l'Agriculture installe le 21 juin 2016 l'Observatoire des espaces naturels, agricoles et forestiers (OENAF), une instance de concertation placée directement auprès du Ministre qui reprend les compétences de l'ancien Observatoire national de consommation des espaces agricoles (ONCEA) avec des missions élargies aux espaces forestiers et naturels et des pouvoirs renforcés. Il s'appuie notamment sur les observatoires régionaux des espaces naturels, agricoles et forestiers (ORENAF).

## Approches sectorielles

### Agriculture
Pour sa pérennité et sa durabilité, l'agriculture doit s'adapter en mobilisant les acteurs à des échelles diverses : exploitations, territoires et filières agroalimentaires. Plusieurs solutions sont envisageables : l'adaptation des itinéraires techniques (décalage de la date de semis, choix de variétés…), l'irrigation (si la ressource en eau et les équipements sont disponibles), des rotations plus diversifiées ou l'adaptation des productions de fourrage (stockage). Le PNACC 2 préconise de développer la connaissance, améliorer la perception des enjeux, faire progresser le débat sociétal national et communautaire et préparer l'évolution des politiques publiques pour accompagner la transition, pour développer une agriculture respectueuse de la biodiversité, des paysages et des sols, multi-performante et plus économe en eau, réaliser, là où c'est utile et durable, des projets de stockage hivernal de l'eau afin d'éviter les prélèvements en période sèche lorsque l'eau est rare et accompagner la transition des filières.

### Transports et mobilité
Des stratégies d'adaptation hiérarchisées doivent donc être mises en place pour répondre à la vulnérabilité des réseaux de transports (par exemple 4 338 km de routes départementales françaises pourraient être submergées en cas d'élévation de 1 m du niveau de la mer). Plus globalement, c'est l'ensemble des modes de déplacement qu'il convient de repenser.

### Bâtiment et Habitat
En parallèle d'un changement de modes de vie, un changement des pratiques constructives est nécessaire pour s'adapter et trouver de nouvelles solutions. Le temps d'études accordé par la maîtrise d'ouvrage est important et permet souvent de trouver des solutions d'adaptation innovantes et économiques. Le maître d'oeuvre également doit pouvoir proposer des solutions innovantes. Toutefois les progrès à faire restent très importants, notamment pour ce qui concerne les bâtiments publics ou plus globalement l'aménagement. Une table-ronde de 2015 montre en effet que l'adaptation reste le « parent pauvre » des plans climat-énergie territoriaux (PCET) et que terme d'« adaptation » n'est que rarement employé par les élus. Des écoquartiers, ensembles de bâtiments dont la conception vise à être plus durable que des constructions standards, voient le jour mais ces expériences sont souvent isolées.

### Tourisme
Les tendances futures montrent que, en été, le changement climatique se traduira par une dégradation du confort et une baisse de l'attractivité dans le Sud. À l'inverse, des températures plus clémentes sont susceptibles d'attirer beaucoup plus de touristes en Bretagne, en Normandie, sur la côte atlantique et en montagne. Les acteurs, publics et privés, devront donc s'adapter en développant des activités résilientes au changement climatique et respectueuses des écosystèmes locaux.

### Secteur financier
Le code monétaire et financier impose aux grands investisseurs (sociétés de gestion de portefeuille, assurances, mutuelles, caisses de retraite…) de publier des informations sur l'intégration de paramètres environnementaux et sociaux dans leur politique d'investissement. L'analyse des risques associés au changement climatique (notamment l'impact sur la valeur des actifs que pourrait avoir le changement climatique) ainsi que l'appréciation de leur contribution aux objectifs environnementaux de long terme font l'objet d'une attention particulière pour les entités et organismes de placement collectif dépassant un certain seuil.

## Coût et financement
L'Institut de l'économie pour le climat (I4CE) publie en juin 2022 la première évaluation des besoins financiers publics pour l'adaptation au changement climatique en France, fruit d'un an de travaux, qui s'établirait à au moins 2,3 milliards d'euros par an. Le think tank liste dix-huit mesures incontournables qui peuvent être prises immédiatement pour préparer la France au changement climatique ou renforcer des mesures d'adaptation déjà en place, afin de « rattraper les retards accumulés »,. Il s'agit par exemple de relever les budgets alloués à la sécurité civile pour faire face à une saison des incendies plus longue et touchant davantage de départements, ou d'augmenter les crédits de la politique de santé, des agences de l'eau ou du Fonds de prévention des risques naturels majeurs ou de repenser les villes afin de lutter contre les îlots de chaleur urbains ou de créer un fonds d'aide à la recomposition du littoral, pour permettre de relocaliser certains biens et activités face à l'élévation du niveau de la mer.
Le Haut conseil pour le climat préconise dans son rapport annuel publié en juin 2023 quatre mesures concernant le réhaussement des financements publics et privés de l'adaptation :
- estimer l'accroissement des coûts d'indemnisation et de reconstruction pour déterminer l'horizon temporel nécessitant des ajustements paramétriques ou structurels du système d'assurance ;
- identifier les limites d'équilibre des dispositifs de financement publics actuels ayant une exposition directe ou indirecte aux risques climatiques physiques ;
- évaluer de manière anticipée les coûts de la relocalisation de certaines populations, activités ou infrastructures, en fonction des trajectoires climatiques de référence, en distinguant ce qui relève de la puissance publique, du privé et de la solidarité nationale ;
- accompagner et mieux structurer la prise en compte de l'adaptation à un climat qui change dans la stratégie de responsabilité sociétale des entreprises.

En amont du vote de la Loi de programmation pour l'énergie et le climat (LPEC, prévue en juillet 2023) et de la finalisation de la SNBC 3 (2024), le Conseil économique, social et environnemental estime dans un rapport publié en février 2023 que les besoins d'investissement sont considérables, de l'ordre de 2 % à 4 % du PIB. L'organisme juge qu'il est essentiel que la question du financement, public comme privé, soit pensée dès maintenant (2023) et déclinée en une trajectoire financière pluriannuelle ayant valeur d'engagements financiers des parties.

#### Guides
- Guide ADEME « En entreprise, comment s'engager dans un parcours d'adaptation au changement climatique ? ( pour les entreprises (; inclut une sélection de 30 témoignages d'entreprises) », sur La librairie ADEME (consulté le 21 mars 2024)

#### Rapports
- Rapport téléchargeable Changement climatique. Coûts des impacts et pistes d'adaptation. Rapport au Premier ministre et au Parlement, La documentation française, 21 septembre 2009.
- Rapport de l'ONERC Le climat de la France au XXIe siècle - vol. 4, ministère de l'Écologie, du Développement durable et de l'Énergie, août 2014.
- Ministère de la transition écologique et solidaire, 2e Plan national d'adaptation au changement climatique (PDF - 1.2 Mo)., Paris, octobre 2018, 26 p. (lire en ligne)
- Ministère de la transition écologique et solidaire, 2e Plan national d'adaptation au changement climatique- Évaluation à mi-parcours., Paris, 2020, 17 p. (lire en ligne)
- Conseil économique, social et environnemental, Financer notre Stratégie Énergie-Climat : donnons-nous les moyens de nos engagements., Paris, février 2023, 138 p. (lire en ligne)
- Haut conseil pour le limat, Rapport annuel 2023., Paris, juin 2023, 200 p. (lire en ligne)
- Sacha Poree, « Quels coûts de l'adaptation ? Anticiper les effets d'un réchauffement de +4°C », sur I4CE, 5 avril 2024 (consulté le 6 septembre 2024).